# Фаренсбахи
Фаренсба́хи (нем. Fahrensbach, тж. рус. Францбековы) — немецко-балтийский дворянский род.

## История
Род ведет своё начало от фамильного имения Фарресбек в Вуппертале. Есть свидетельства, что первым представителем фамилии был Гизо де Фарнестбеке (Giso de Varnestbeke), упомянутый под 1229 годом вассал Генриха IV, герцога Лимбурга.
В 1385 году Вильгельм Францбеков, племянник великого магистра Винриха фон Книпроде, переселился в Эстонию, где стал рыцарем и фогтом фон Курессааре. Его потомок Юрген Фаренсбах (1551—1602, или Юрий Францбек, как его окрестили русские): ливонский дворянин, родоначальник русского рода Кожиных, служил наёмником в армиях Швеции, Франции, Австрии, Голландии, Германии и России, и принимал участие в историческом сражении с крымской ордой Девлет-Гирея при Молодях (1572).
Также к роду Фаренсбахов восходит фамилия Колюбакиных.
В 1588 году род получил право гражданства в Польше. Польская ветвь рода оборвалась в мужской линии — на Яне Кароле Францбекове, префекте Овруча и Киева, который в 1674 году подписал выборы короля Яна III Собеского.
Вместе с Густавом Адольфом Францбековым фамилия распространилась в 1640 году в Бранденбург и в 1655 году в Чехия. В 1677 году Густав Адольф был возведен кайзером в ранг графа. Уже к 1650 году в Прибалтике род прекратился по мужской линии. Граф Франценбеков умер в 1689 году, не оставив наследников.
Братья Дмитрий Андреевич Францбеков и Иван Андреевич Францбеков в 1613 и 1629 годах соответственно вступили на русскую службу. И уже в 1627 году последовало принятие Дмитрия Францбекова в русское дворянство. В то время как Дмитрий, после дипломатической службы в Швеции и других дипломатических заданий, в 1648 году, наконец, стал воеводой Якутска и взял на себя важную роль в освоении Сибири, Иван до 1644 года оставался воеводой в Тотьме, и в 1656 году в его задачу входили проверка и перевод союзного договора с Бранденбургом. Многие сыновья или даже внуки их служили в русской армии в ранге полковника. Иван Францбеков, который в 1689 году был главнокомандующим пехоты в Туле и умер в 1725 году, был последним в роду. Его вдова прожила ещё несколько лет в слободе около Москвы.

## Известные представители рода
- Францбеков, Дмитрий Андреевич (ум. 1657) — немецко-балтийский дворянин на русской службе, Воевода в Яранске, Вятке и Якутске
- Францбеков, Иван Андреевич (ум. 1658) — немецко-балтийский дворянин на русской службе, Воевода в Тотьме
- Францбеков, Иван (ум. 1725) — 1689 Полковник от инфантерии в Туле
- Францбек Юрий (вторая половина XVl века) — немецкий наёмник в армии Ивана Васильевича (Грозного) в битве при Молодях.